# آب‌انبار حاج ابوالحسن
آب‌انبار حاج ابوالحسن مربوط به دوره قاجار است و در شهرستان میبد، بخش مرکزی، دهستان بفروئیه، روستای بفروئیه، بالاتر از مسجد جامع، کوچه شهید موتاب واقع شده و این اثر در تاریخ ۱۴ اسفند ۱۳۸۵ با شمارهٔ ثبت ۱۷۸۸۹ به‌عنوان یکی از آثار ملی ایران به ثبت رسیده است.